# Campionati europei di ciclismo su pista 2010
I Campionati europei di ciclismo su pista 2010 si sono svolti a Pruszków, in Polonia, tra il 5 e il 7 novembre 2010.

## Eventi
Venerdì 5 novembre
- Inseguimento individuale maschile
- Inseguimento individuale femminile
- Velocità a squadre maschile
- Velocità a squadre femminile

Sabato 6 novembre
- Velocità maschile
- Velocità femminile
- Omnium

Domenica 7 novembre
- Americana maschile
- Keirin maschile
- Keirin femminile
- Omnium

## Medagliere
| Pos.   | Nazione       | Oro | Argento | Bronzo | Totale |
| ------ | ------------- | --- | ------- | ------ | ------ |
| 1      | Gran Bretagna | 3   | 2       | 2      | 7      |
| 2      | Francia       | 2   | 2       | 0      | 4      |
| 3      | Germania      | 2   | 0       | 2      | 4      |
| 4      | Russia        | 1   | 1       | 0      | 2      |
| 4      | Bielorussia   | 1   | 1       | 0      | 2      |
| 6      | Rep. Ceca     | 1   | 0       | 1      | 2      |
| 7      | Spagna        | 1   | 0       | 0      | 1      |
| 8      | Lituania      | 0   | 2       | 1      | 3      |
| 9      | Paesi Bassi   | 0   | 1       | 1      | 2      |
| 10     | Belgio        | 0   | 1       | 0      | 1      |
| 10     | Svizzera      | 0   | 1       | 0      | 1      |
| 12     | Ucraina       | 0   | 0       | 2      | 2      |
| 12     | Polonia       | 0   | 0       | 2      | 2      |
| Totale | Totale        | 11  | 11      | 11     | 33     |

## Sommario degli eventi
| Eventi                          | Oro                                                               | Prestazione | Argento                                                            | Prestazione | Bronzo                                                              | Prestazione |
| Uomini                          |                                                                   |             |                                                                    |             |                                                                     |             |
| Keirin dettagli                 | Jason Kenny Gran Bretagna                                         |             | Matthew Crampton Gran Bretagna                                     |             | Adam Ptáčník Rep. Ceca                                              |             |
| Velocità dettagli               | Denis Dmitriev Russia                                             |             | Kévin Sireau Francia                                               |             | Jason Kenny Gran Bretagna                                           |             |
| Velocità a squadre dettagli     | Germania Robert Förstemann Maximilian Levy Stefan Nimke           | 44"066      | Francia Michaël D'Almeida François Pervis Kévin Sireau             | 44"102      | Gran Bretagna Matthew Crampton Chris Hoy Jason Kenny                | 44"149      |
| Inseguimento a squadre dettagli | Gran Bretagna Steven Burke Ed Clancy Jason Queally Andrew Tennant | 4'00"482    | Russia Evgenij Kovalëv Ivan Kovalëv Aleksej Markov Aleksandr Serov | 4'04"274    | Paesi Bassi Levi Heimans Tim Veldt Sipke Zijlstra Arno van der Zwet | 4'06"049    |
| Americana dettagli              | Rep. Ceca Martin Blaha Jiří Hochmann                              |             | Belgio Kenny De Ketele Tim Mertens                                 |             | Ucraina Mychajlo Radionov Serhij Lahkuti                            |             |
| Omnium dettagli                 | Roger Kluge Germania                                              | 22          | Tim Veldt Paesi Bassi                                              | 29          | Rafał Ratajczyk Polonia                                             | 31          |
| Donne                           |                                                                   |             |                                                                    |             |                                                                     |             |
| Keirin dettagli                 | Vol'ha Panaryna Bielorussia                                       |             | Simona Krupeckaitė Lituania                                        |             | Ljubov Šulika Ucraina                                               |             |
| Velocità dettagli               | Sandie Clair Francia                                              |             | Kristina Vogel Germania                                            |             | Simona Krupeckaitė Lituania                                         |             |
| Velocità a squadre dettagli     | Francia Sandie Clair Clara Sanchez                                | 33"478      | Gran Bretagna Victoria Pendleton Jessica Varnish                   | 33"586      | Germania Kristina Vogel Miriam Welte                                | 33"708      |
| Inseguimento a squadre dettagli | Gran Bretagna Katie Colclough Wendy Houvenaghel Laura Trott       | 3'23"435    | Lituania Vaida Pikauskaitė Vilija Sereikaitė Aušrinė Trebaitė      | 3'29"992    | Germania Lisa Brennauer Verena Joos Madeleine Sandig                | 3'28"127    |
| Omnium dettagli                 | Leire Olaberria Spagna                                            | 26          | Taccjana Šarakova Bielorussia                                      | 29          | Małgorzata Wojtyra Polonia                                          | 34          |